# 米たにヨシトモ
米たに ヨシトモ（よねたに ヨシトモ、1963年5月12日 - ）は東京都出身のアニメーション監督及びアニメーション演出家。本名米谷 良知。また、※-mai-として自身の監督作品の主題歌等を歌った事もある。東京デザイナー学院（現東京ネットウエイブ）卒。代表作は『BRIGADOON まりんとメラン』『笑ゥせぇるすまん』『勇者王ガオガイガー』、『ベターマン』など。

## 来歴
手塚治虫に憧れて漫画家を志望していたが、テレビアニメ『未来少年コナン』を見たことで、アニメ業界を志すようになる。またそれ以前にはレンタルビデオ店で働いていたこともある。
タイガープロダクションに入社後、東映動画に出向し、『北斗の拳』『キン肉マン』などで制作進行と演出助手を務めた。その後、スタジオルックに席を置いてシンエイ動画作品を手掛けたのが縁で『笑ゥせぇるすまん』の監督に抜擢される。『クレヨンしんちゃん』降板を機に現在の名義に変更した。
オリジナルアニメ系作品で監督を担当した場合には、下記のような作風を導入する事が多い。
- 片言の日本語を喋るアメリカ人、おかしな発明をする老年発明家らが登場する。
- 登場人物名に共通点を設ける事が多い。
  - 『勇者王ガオガイガー』では動物
  - 『ベターマン』では植物
  - 『BRIGADOON まりんとメラン』では色を意味する言葉がそれぞれ入っている。

『笑ゥせぇるすまん』は原作付きのアニメだが登場人物の大多数はアニメオリジナルであり、すべての登場人物名が語呂合わせでできている。
2006年の「ガメラシリーズ」のアニメ作品『牙滅羅』の制作を担当する予定だったが、結果的に企画は中止されている

## 参加作品
以下、◎印が付記されたものは米谷良知名義での参加。

### テレビアニメ
1981年
- 忍者ハットリくん（演出）◎
- The かぼちゃワイン（演助進行）◎

1984年
- キン肉マン（演助進行）◎
- 北斗の拳（1984年 - 1987年、演出助手、製作進行）◎

1987年
- 仮面の忍者 赤影（絵コンテ、演出）◎
- げらげらブース物語（絵コンテ、演出）◎

1988年
- つるピカハゲ丸くん（演出）◎
- 鎧伝サムライトルーパー（ストーリーボード、演出）◎
- 美味しんぼ（絵コンテ、演出）◎

1989年
- 笑ゥせぇるすまん （1989年 - 1993年、監督、絵コンテ、演出）◎

1990年
- チンプイ（絵コンテ）◎
- 八百八町表裏 化粧師（絵コンテ）◎
- ふしぎの海のナディア（絵コンテ、演出）◎

1992年
- 藤子不二雄Ⓐのさすらいくん（監督）◎
- クレヨンしんちゃん（1992年 - 1996年、絵コンテ、演出）◎

1994年
- 中崎タツヤ スーパーギャグシアター 第2弾（演出）◎

1996年
- こちら葛飾区亀有公園前派出所（絵コンテ、演出）

1997年
- 勇者王ガオガイガー（1997年 - 1998年、監督、脚本、絵コンテ、演出）

1998年
- ガサラキ（絵コンテ）

1999年
- ベターマン（原案、監督、絵コンテ、演出）

2000年
- OH!スーパーミルクチャン（原画）
- BRIGADOON まりんとメラン（原案、監督、絵コンテ、演出）
- 星界の戦旗（絵コンテ）

2001年
- 機動天使エンジェリックレイヤー（ED1絵コンテ）
- FF：U 〜ファイナルファンタジー:アンリミテッド〜（コンダクター）

2002年
- 機動戦士ガンダムSEED（絵コンテ）

2003年
- LAST EXILE（絵コンテ）
- THE ビッグオー second season（絵コンテ）

2004年
- 機動戦士ガンダムSEED DESTINY（アイキャッチ演出、絵コンテ）
- サムライチャンプルー（絵コンテ）

2005年
- ドラえもん（絵コンテ）
- CLUSTER EDGE（絵コンテ）

2006年
- 灼眼のシャナ（絵コンテ）
- プラネテス（絵コンテ）
- ガラスの艦隊（絵コンテ）

2008年
- 灼眼のシャナII -Second-（絵コンテ）
- ドラゴノーツ -ザ・レゾナンス-（絵コンテ）
- バトルスピリッツ 少年突破バシン（OP絵コンテ）

2009年
- 明日のよいち!（筆文字）
- ミチコとハッチン（絵コンテ）
- 黒神 The Animation（絵コンテ）
- とある魔術の禁書目録（絵コンテ）

2011年
- Dororonえん魔くん メ〜ラめら（監督、シリーズ構成、脚本、絵コンテ、演出）
- TIGER & BUNNY（絵コンテ）
- 灼眼のシャナIII-FINAL-（絵コンテ、ED2絵コンテ）

2012年
- ZETMAN（絵コンテ）
- LUPIN the Third -峰不二子という女-（絵コンテ）
- 神様はじめました（絵コンテ）

2013年
- ブラッドラッド（OP絵コンテ）

2014年
- とある飛空士への恋歌（OP絵コンテ）
- 僕らはみんな河合荘（絵コンテ、OP絵コンテ）
- まじもじるるも（絵コンテ）
- スペース☆ダンディ（絵コンテ）
- 暁のヨナ（絵コンテ、OP絵コンテ）

2015年
- 食戟のソーマ（2015年 - 2020年、監督・絵コンテ・演出） - 5作品

2016年
- モブサイコ100（絵コンテ

2017年
- バチカン奇跡調査官（監督・絵コンテ）

2018年
- 叛逆性ミリオンアーサー（絵コンテ・シナリオ・コンテ協力）
- DOUBLE DECKER! ダグ&キリル（演出）

2019年
- 臨死!!江古田ちゃん 第5話（監督、脚本、絵コンテ、原画、動画、仕上げ、色彩、背景、音響監督、音楽、効果）
- ワンパンマン（OP絵コンテ、演出、原画）

2021年
- WIXOSS DIVA(A)LIVE（アクション絵コンテ、演出）

2023年
- 機動戦士ガンダム 水星の魔女（絵コンテ）

2024年
- アストロノオト（絵コンテ）
- 株式会社マジルミエ（ED絵コンテ、・リリー・あかね変身バンク絵コンテ）
- 魔王2099（OP絵コンテ）

### 劇場アニメ
1995年
- 2112年 ドラえもん誕生（監督・脚色）◎

1996年
- ドラミ&ドラえもんズ ロボット学校七不思議!?（監督）◎

1997年
- ザ☆ドラえもんズ 怪盗ドラパン謎の挑戦状!（監督）◎

1998年
- ザ☆ドラえもんズ ムシムシぴょんぴょん大作戦!（監督・脚本）◎

1999年
- ザ☆ドラえもんズ おかしなお菓子なオカシナナ?（監督・脚本）◎

2012年
- 劇場版 TIGER & BUNNY -The Beginning-（監督・絵コンテ・OP絵コンテ）

2013年
- 劇場版 TIGER & BUNNY -The Rising-（監督・絵コンテ・OP絵コンテ・OP演出）

### OVA
- ドラえもん のび太と未来ノート（1994年、監督）◎
- 勇者王ガオガイガーFINAL（2000年 - 2003年、総監督[17]、脚本、コンテ、演出、原画）
- ナースウィッチ小麦ちゃんマジカルて（2003年 - 2004年、監督、コンテ、演出）
- ナースウィッチ小麦ちゃんマジカルてZ（2005年、監督、脚本、コンテ、演出、作画監督）
- GUNDAM EVOLVE../Α（2005年、監督、絵コンテ（GUNDAM EVOLVE../13））
- ガンダムSEED & SEED DESTINY ファンディスク SEED SUPERNOVA er （たねきゃら劇場）（2007年、監督、コンテ、演出）
- 星の海のアムリ（2008年、監督、シリーズ構成、脚本、コンテ、演出）
- うる星やつら ザ・障害物水泳大会（2008年、監督、コンテ）
- 勇者宇宙ソーグレーダー オープニングアニメーションPV（監督、絵コンテ、演出）

### Webアニメ
- LUPIN ZERO（2023年、絵コンテ、演出、美術設定）

### ゲーム
- 空想特撮シリーズ ウルトラ作戦 科特隊出撃せよ!（1992年、監督・脚本）
- 勇者王ガオガイガー BLOCKADED NUMBERS（1999年、総監修）
- スーパーロボット大戦30（2021年、覇界王～ガオガイガー対ベターマン～ 監修＆シナリオ協力、戦闘アニメーション絵コンテ）

### オーディオドラマ
- 勇者王ガオガイガー・スペシャルドラマ[18]（1997年）

スペシャルドラマ1「サイボーグ誕生」（監督、脚本）
スペシャルドラマ2「ロボット暗酷冒険記」（監督、構成）
スペシャルドラマ3「最強勇者美女軍団」（監督、脚本）
スペシャルドラマ4「ID5は永遠に…」（監督、脚本）
- ベターマン パノラマサウンドCD夜話（1999年 - 2000年、監督）
- 勇者王ガオガイガーFINAL 最強キャラクターセット（2000年 - 2001年、監督）
- FF:Uヴォイスシアター〜ファーブラの異界への誘い（2002年、脚本）
- 覇界王～ガオガイガー対ベターマン～（2019年、監督）
- 勇者宇宙ソーグレーダー オーディオドラマ（監督、脚本、出演）

### 音楽
歌は全て「※-mai-」名義。
- 『我らザ・ドラえもんズ』作詞
- 『ラップ＆ドラズ』作詞
- 『勇者王誕生!』作詞
  - 『勇者王誕生!-extra-』作詞、歌
  - 『勇者王誕生!-ultimate extra-』作詞、歌
  - 『勇者王誕生!-神話（マイソロジー）ヴァージョン-』作詞
  - 『勇者王誕生!-完璧（パーフェクト）絶叫ヴァージョン-』作詞、台詞
  - 『勇者王誕生!-御伽噺（ジュブナイル）ヴァージョン-』作詞、歌
- 『美しき光の翼』作詞
- 『GGGマーチ』作詞
- 『最強勇者ロボ軍団』作詞
- 『鎮-requiem-』作詞、作曲、歌
  - 『鎮-requiem-juvenile-伽』作詞、作曲、歌
- 『謡-UTA-』作詞
- 『話-NOISE-』作詞
- 『導-REVELATION-』作詞、作曲、歌
- 『獅子の女王』作詞
- 『風の碧、海の翠』作詞
- 『J』作詞、歌
- 『ねがい星、かなえ星』作詞
- 『熱風ライオン』作詞
- 『海鳥花』作詞
- 『すずめの兵隊さん』作詞
- 『ケルトの海でKUYURARULA…』作詞
- 『Q9特選隊マーチ』作詞
- 『UKATAN-09023-』作詞
- 『魂メラめら一兆℃!』作詞
- 『みんなくたばるサァサァサァ』作詞
- 『もず屋の唄』作詞
- 『臨死？江古田ちゃんBGM』作曲
- 『EKODA NO.5』作曲
- 『ぜんぶ勇者が教えてくれた』コンセプトアドバイザー、PV演出[19]
- 『あしたの勇気に陽は昇る』作詞[20]、レコーディングビデオ（撮影・編集）

### 漫画
- 覇界王 ～ガオガイガー対ベターマン～ the COMIC（2018年 - 連載中、小説原作・監修）
- 勇者娘ガオガイガールズ（2019年 - 2023年、協力）
- 勇者王ガオガイガー外伝　キングジェイダー　-灼熱の不死鳥-（2023年、脚本・監修[21]）
- 勇者宇宙ソーグレーダー（2023年 - 連載中、原案・監修）

### その他
- WEBラジオ『勇気ある誓いはココに』　パーソナリティ
- 小説『覇界王～ガオガイガー対ベターマン～』監修
- コラム『俺たちの勇気は死なない！』（月刊ホビージャパン連載）